# Deficit di proteina S
Il deficit di proteina S è un disturbo associato all'aumento di rischio di incorrere in trombosi venosa. La proteina S, un anticoagulante fisiologico dipendente dalla vitamina K, agisce come cofattore enzimatico di proteina C attivata nella degradazione proteolitica del fattore V e del Fattore VIII. La diminuzione dei livelli o l'alterata funzionalità della proteina S comporta alla diminuzione della degradazione del fattore Va e del fattore VIII e quindi ad un aumento della tendenza alla trombosi venosa. La proteina S circola nel plasma umano in due forme.

## Tipi
Vi sono tre tipi di deficit di proteina S ereditaria:
- Tipo I - ridotta attività della proteina S: diminuzione totale della proteina S (difetto quantitativo)
- Tipo II - ridotta attività della proteina S: i livelli normali della proteina S libera e i livelli di proteine totali S sono normali (difetto qualitativo)
- Tipo III - ridotta attività della proteina S: diminuzione dei livelli della proteina S libera e normali livelli di proteine totali S (difetto quantitativo)

il deficit di proteina S può anche essere acquisito a causa di carenza o di un trattamento farmacologico con warfarin, per via di una terapia ormonale sostitutiva, in gravidanza, con alcune malattie del fegato o nel caso di infezioni croniche (ad esempio HIV)
il deficit di proteina S è la causa di fondo di una piccola percentuale di casi di coagulazione intravascolare disseminata (CID), trombosi venosa profonda (TVP) ed embolia polmonare (EP).